# Taijiquan
Das Taijiquan oder Schattenboxen (auch Tai Chi oder Tai-Chi-Chuan genannt) ist eine im Kaiserreich China entwickelte Kampfkunst. Taijiquan gehört zur Familie der sogenannten inneren Kampfkünste für den bewaffneten oder unbewaffneten Nahkampf.
Vor allem in jüngerer Zeit wird es häufig als System der Bewegungslehre oder der Gymnastik betrachtet, das der Gesundheit (zur Verbesserung des Qi-Flusses, veraltend Ch’i-Flusses, nach der Vorstellung der Traditionellen Chinesischen Medizin), der Persönlichkeitsentwicklung und der Meditation dienen kann. Taijiquan wird so von mehreren Millionen Menschen weltweit praktiziert. Derartige Bewegungsabläufe („Formen“ „tàolù“) werden in der Volksrepublik China als Volkssport und -ertüchtigung praktiziert. Der eigentliche Kampfkunstaspekt tritt vor diesem Hintergrund immer häufiger zurück und verschwindet bisweilen ganz.

## Chinesische Bezeichnungen
Chinesische Schreibweisen sind: Taijiquan (chinesisch 太極拳 / 太极拳, Pinyin tàijíquán, IPA (hochchinesisch) [tʰâid̥ʑ̥ǐtɕʰɥɛ̌n], W.-G. t’ai chi ch’üan, anhörenⓘ, veraltend alternativ nach Wade-Giles auch Tai-Chi Chüan – mit Diakritikum: T’ai-Chi Ch’üan, kurz Tai-Chi (太極 / 太极,  tàijí, IPA (hochchinesisch) [tʰâid̥ʑ̥ǐ],  t’ai chi)). Für die innere Kampfkunst: Neijiaquan (内家拳,  nèijiāquán, alternativ 内家拳法,  nèijiā quánfǎ, kurz 内家,  nèijiā).

### Umschrift, Bedeutung und Übersetzung
In der heute für das Chinesische allgemein üblichen Pinyin-Umschrift wird der Name der Kampfkunst als Taijiquan transkribiert. Die im Deutschen häufig anzutreffende Umschrift T’ai chi ch’üan – ohne Diakritikum: Tai chi chüan – geht auf das ältere, heute ungebräuchliche angelsächsische Wade-Giles-System zurück, das im Umfeld der Kampfkunst und an vielen Stellen der Literatur noch anzutreffen ist.

Das Tàijí-Symbol (太極圖 (tàijítú)) für die polaren Kräfte Yin und Yang wird häufig im Zusammenhang mit dem Taijiquan verwendet.

Der chinesische Begriff „Taiji“ ist im Daoismus ein Synonym für das allerhöchste Wirkprinzip – etwa „kosmisches Urprinzip der Natur“ – und schwer zu übersetzen, da es keinen entsprechenden Begriff in der deutschen Sprache gibt. Es wird meist durch nebenstehendes Symbol dargestellt, das das harmonische Wechselspiel der dualen Kräfte Yin und Yang ausdrücken soll. Das Symbol wird häufig im Zusammenhang mit dem Taijiquan verwendet, unter anderem in Werbeanzeigen. In den Bewegungen des Taijiquan spielt dieser Dualismus von Yin und Yang eine wichtige Rolle, die sich beispielsweise in den unten genannten zehn Grundregeln widerspiegelt – „die Leere und die Fülle auseinander halten“, „die Koordination von Oben und Unten“, und „die Harmonie zwischen Innen und Außen“. Der Begriff Quan (拳)  bedeutet wörtlich im allgemein anatomischen Sinne „Faust“; im Zusammenhang mit Kampfkunst wird es benutzt, wenn die Kampftechnik mit bloßer Hand – „leerer Hand“, also ohne Waffen gekämpft wird. Hierbei leitet sich der Begriff Quan als Kurzform aus dem Begriff der Kampfkunst Quanfa (拳法) bzw. Quánshù (拳术)  ab. Eine sinngemäße Übersetzung von Taijiquan wäre daher: „Waffenlose Kampftechnik nach dem höchsten Prinzip – Urprinzip der Natur“.
Der Name „Taijiquan“ für die Kampfkunst ist vermutlich zwischen 1853 und 1880 unter den Anhängern des Wu-Hao-Stils entstanden und wird seit Anfang des 20. Jahrhunderts in allen Stilen verwendet. Davor gab es eine Vielzahl anderer Bezeichnungen für diese Kampfkunst.
Im Westen wird das Taijiquan häufig abgekürzt als Tai Ji oder Tai Chi bezeichnet. Genau genommen ist diese Bezeichnung falsch, da Taiji sich im Chinesischen nur auf das genannte Wirkprinzip bezieht ohne Bezug auf die Kampfkunst. Da im deutschsprachigen Raum der Kampfkunstaspekt des Taijiquan manchmal vollständig in den Hintergrund tritt, der im Wort Quán (拳 – „Faust“) steckt, wird jedoch die verkürzte Bezeichnung teilweise bewusst verwendet. Selten liest man die Schreibweise Thai Chi, die keiner gebräuchlichen Transkription entspricht und vermutlich einfach auf einen Schreibfehler zurückgeht.

## Praxis
Heute praktizieren mehrere Millionen Menschen auf der ganzen Welt Taijiquan, wobei individuell unterschiedliches Gewicht auf die verschiedenen Aspekte der Kampfkunst gelegt wird. Die meisten praktizieren es überwiegend aus gesundheitlichen Gründen, zur Entspannung oder zur Meditation. Speziell in China hat sich gerade bei den Jüngeren das Taijiquan als Sportart für den Wettkampf verbreitet. Nur ein kleiner Teil der Anhänger betreibt es in erster Linie als Kampfkunst zur Selbstverteidigung oder als Lebensweg.
Die Organisationsstruktur des Taijiquan ist wesentlich uneinheitlicher als in den meisten anderen Sportarten, für die es internationale und nationale Dachverbände gibt, die von den meisten Sportlern anerkannt werden. Das Taijiquan hat zahlreiche verschiedene Stile und Unterstile. Ein internationaler Verband, unter dem Meister, Lehrer und Übende aller Stile organisiert sind, existiert nicht. Es gibt jedoch einige stilübergreifende nationale Dachverbände sowie internationale Verbände einzelner Stilrichtungen, allerdings dementsprechend kein international einheitliches System zur Ausbildung und Evaluation von Lehrern.
In Deutschland gibt es zahlreiche Verbände, Schulen, Vereine und Einzellehrer in einigen Dutzend unterschiedlichen Stilen. Der älteste stil- und schulübergreifende Fachverband ist die Bundesvereinigung für Taijiquan und Qigong Deutschland e. V. – Das Netzwerk (BVTQ). Sie wurde 1994 als Verein eingetragen und hat Ausbildungsrichtlinien für Taijiquan entwickelt, die seit 2003 als Qualitätsstandard für ganz Deutschland gelten. Diese Ausbildungsrichtlinien sind in die Leitlinien der Krankenkassen zur Umsetzung von § 20 SGB V eingeflossen. In vielen Fällen übernehmen daher die gesetzlichen Krankenkassen im Rahmen der Gesundheitsvorsorge zumindest teilweise die Kosten von Taijiquan-Kursen, sofern diese nach einem von der Zentrale Prüfstelle Prävention (ZPP) zertifizierten Kurskonzept und von einem durch die ZPP zertifizierten Unterrichtenden durchgeführt werden. Zu den weiteren Fachverbänden in Deutschland zählen der Deutsche Dachverband für Qigong und Taijiquan e. V. (DDQT) und die Deutsche Qigong Gesellschaft e. V.
Anders als in vielen Kampfsportarten existiert im Taijiquan kein Graduierungssystem, wie beispielsweise die Gürtelfarben im Karate oder Judo. Auch gibt es keine standardisierte Kleidung für Praktizierende, jedoch ist das Tragen von Schuhen mit flacher, dünner Sohle und leichter, bequemer Kleidung üblich.

### Grundlagen
In den verschiedenen Stilen und Schulen werden verschiedene Basisübungen wie Einzelbewegungen, Stand- und Atemübungen sowie Standmeditationen praktiziert. Sie dienen dazu, die Bewegungsprinzipien des Taijiquan zu erlernen, die Gelenke zu lockern, den ganzen Körper zu entspannen und die Körperhaltung nach und nach so zu verändern, dass ungünstige Gelenkbelastungen vermieden werden. Häufig werden dabei Übungen aus Systemen des Qigong verwendet.

### Form

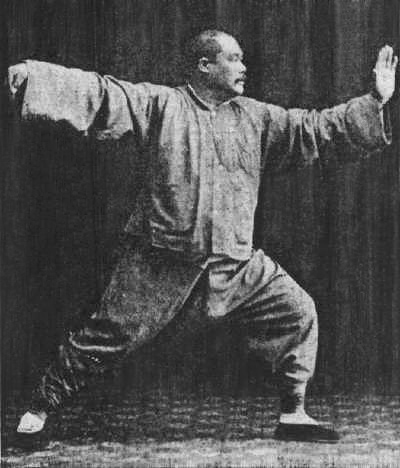
Meister Yang Chengfu (1883–1936) demonstriert die Form „einfache Peitsche“ (單鞭 (dānbiān)), ein typisches Bild des Taijiquan (circa 1925).

Im Zentrum des Übens stehen meistens eine oder mehrere „Formen“ – 套路,  tàolù, also klar umschriebene Abläufe aufeinander folgender, meist fließend ineinander übergehender Bewegungen. Die grundlegenden Formen sind Einzelformen, bei denen jeder Übende die Bewegungen für sich ausführt. Die Formen stellen dabei oft den Kampf gegen einen imaginären Gegner dar, daher stammt auch die inzwischen selten verwendete Bezeichnung chinesisches Schattenboxen für das Taijiquan. Überwiegend wird die Form synchron in der Gruppe geübt und auch im Unterricht führen Lehrer und Lernende die Form in der Regel gleichzeitig aus.
Eine Form setzt sich aus mehreren „Bildern“ – Einzelbewegungen – zusammen, die in ihrer Abfolge festgelegt sind. Die Bilder tragen sehr unterschiedliche Namen, die die Anwendung der Bewegung betonen – beispielsweise „Fersenkick rechts“ – 右蹬脚 , die den Charakter der Bewegung beschreiben – beispielsweise „einfache Peitsche“ – 单鞭 , oder die eher poetisch zu lesen sind – beispielsweise „Der weiße Kranich breitet seine Flügel aus“ – 白鹤亮翅  – oder lit. „Die Mähne des Wildpferdes teilen (sinngemäß: schütteln)“ – 野马分鬃 . Da die verschiedenen chinesischen Schriftzeichen häufig weitere Nebenbedeutungen besitzen, haben die Namen für Kenner der Schriftzeichen oft eine tiefere Bedeutung als ihre „laienhaft“ wörtliche Übersetzung ausdrücken kann.
Viele Formen werden nach der Anzahl ihrer Bilder benannt, so zum Beispiel die 24-Bilder-Form – „Pekingform“ – oder die 37-Bilder-Form – „Kurzform“ nach Zhèng Mànqīng (1899–1974). Die längsten Formen haben über 100 Bilder – beispielsweise die „Yang-Stil Langform“ nach Yang Chengfu mit 108 Bildern. Die Ausführung der Form kann von wenigen Minuten bis zu eineinhalb Stunden dauern, je nach Anzahl der Bilder und Geschwindigkeit der Ausführung. Obwohl Taijiquan-Formen meistens langsam und ruhig ausgeführt werden, gibt es je nach Stil, Form und Erfahrung des Übenden große Unterschiede.

### Partnerübungen und -formen

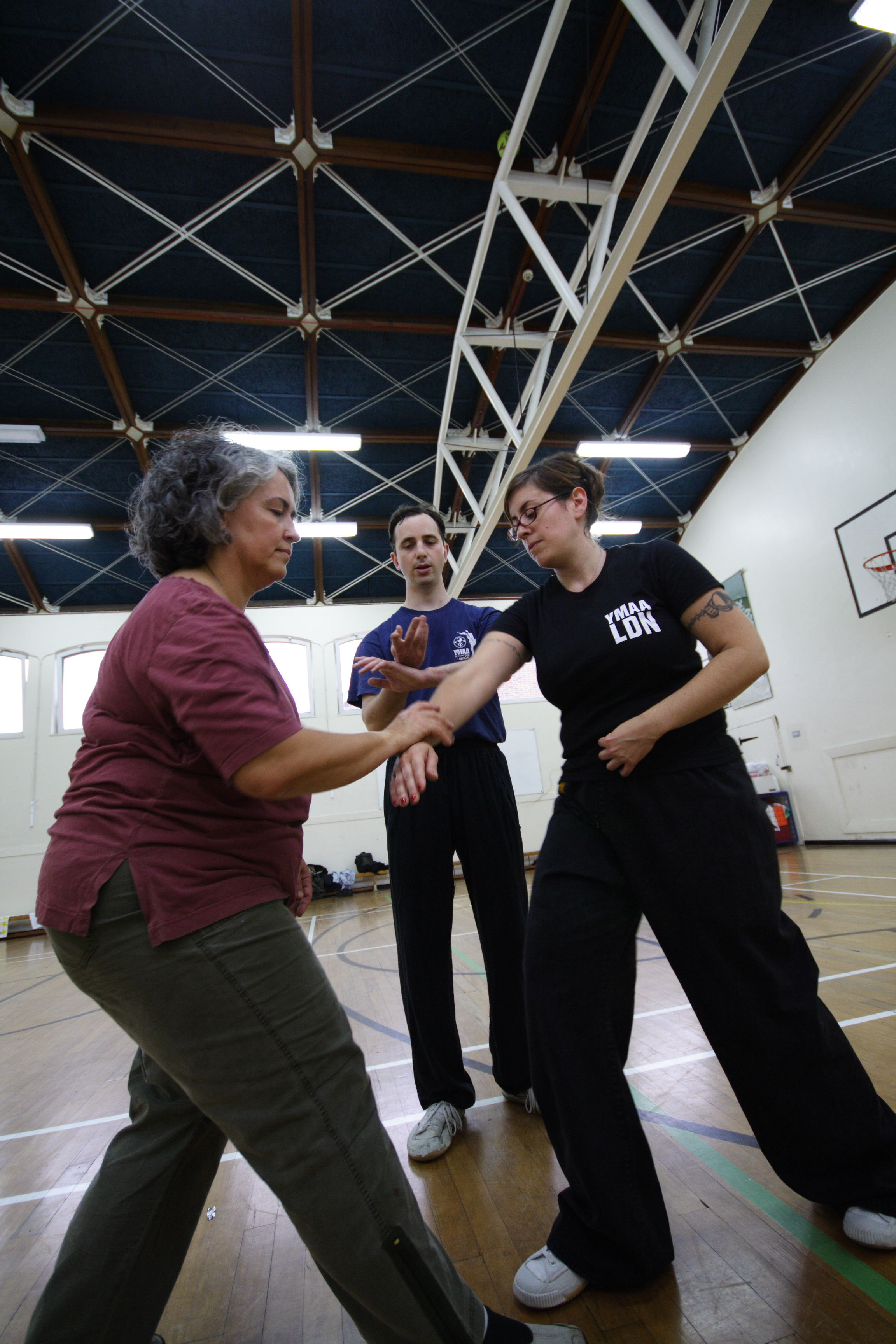
„Tuishou“ – eine grundlegende Partnerübung unter Anleitung eines Lehrers, London 2008

Neben dem Einzelformtraining werden Partnerübungen oder ganze Partnerformen geübt, die ursprünglich Vorformen zum freien Kampf waren. Dabei kommt ein Schüler üblicherweise zum ersten Mal mit der Anwendung des Taijiquan im Kampf in Berührung. Um Anwendungen wie beispielsweise Hebeltechniken mit geringem Verletzungsrisiko praktizieren zu können, sind eine gewisse Lockerheit und ein gutes Körpergefühl erforderlich. Deswegen beginnen meist erst fortgeschrittene Schüler mit entsprechenden Übungen.
Die bekannteste Partnerübung ist vermutlich das „Tuishou“ – „Schiebende Hände“, auch „push(ing) hands“, bei dem sich die Partner gegenüberstehen und einander an den Armen oder Händen berühren. In einer kontinuierlichen Bewegungsschleife übt einer der beiden eine Vorwärtsbewegung aus, um Qi-Energie in diese Richtung fließen zu lassen während der Andere zurückweicht, um diese Energie – ähnlich wie bei Jiu Jitsu – aufzunehmen und sie danach wieder zurückzugeben. Druck wird nur insofern ausgeübt, um den Körperkontakt – „Kleben“ – gerade nicht zu verlieren. Dann wechseln fließend Richtung und Bewegungsabläufe der Partner und es entsteht ein fließendes „hin und her“, Energie Abgeben und Aufnehmen und wechselweise so weiter.
In einer freieren Form des Tuishou ist das Ziel, den Gegner dazu zu zwingen, seinen Stand aufzugeben, und gleichzeitig den eigenen Stand zu behalten. Von dieser Form der Partnerübungen gibt es sogar Wettkämpfe.
Je nach Taijiquan-Stil gibt es weitere Partnerübungen, wie z. B. das „Dalü“ – „Großes Ziehen“, die aufeinander aufbauend von einfachen Grundlagen bis zu freieren Sequenzen das Taijiquan in Anwendung, Selbstverteidigung und Wettkampf trainieren.
Partnerformen sind mehr oder weniger lange Abläufe, in denen die Partner einen imaginären, genau choreographierten Kampf ausfechten. In diesen Formen wird die Anwendung des Taijiquan als Kampfkunst deutlich.

### Waffenformen
Die gebräuchlichsten Formen sind waffenlos, doch gibt es auch zahlreiche Waffen- oder Geräteformen. Traditionell werden erst fortgeschrittene Schüler in den Waffenformen unterrichtet. Waffen des Taijiquan sind:
- das zweischneidige Jiàn  1 – chinesisches Schwert
- der einschneidige Dāo  2 – chinesischer Säbel bzw. einschneidiges chinesisches Schwert
- der Qiāng  3 – chinesischer Speer
- der Gùn  4 – chinesischer Langstock
- der Qíméigùn  5 – chinesischer Kurzstock, etwa „Augen(brauen)höhestock“
- der Dàgùn  6 – der „Drei-Meter-Langstock“, wörtlich „großer Stock“
- der Shàn  7 – chinesischer Fächer, vgl. Tessen
- die Guāndāo  8 – chinesische Guan-Glefe bzw. Guan-Hellebarde (veraltend: Kwan-Glefe, Kwan-Hellebarde)

Übung zur Waffenform
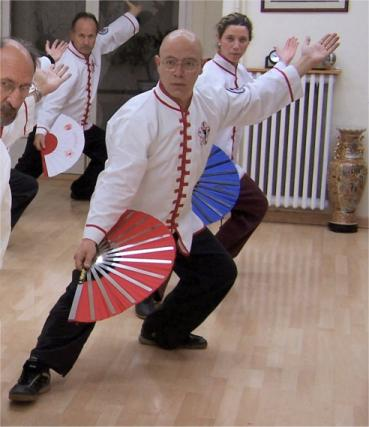
Fächerform  9
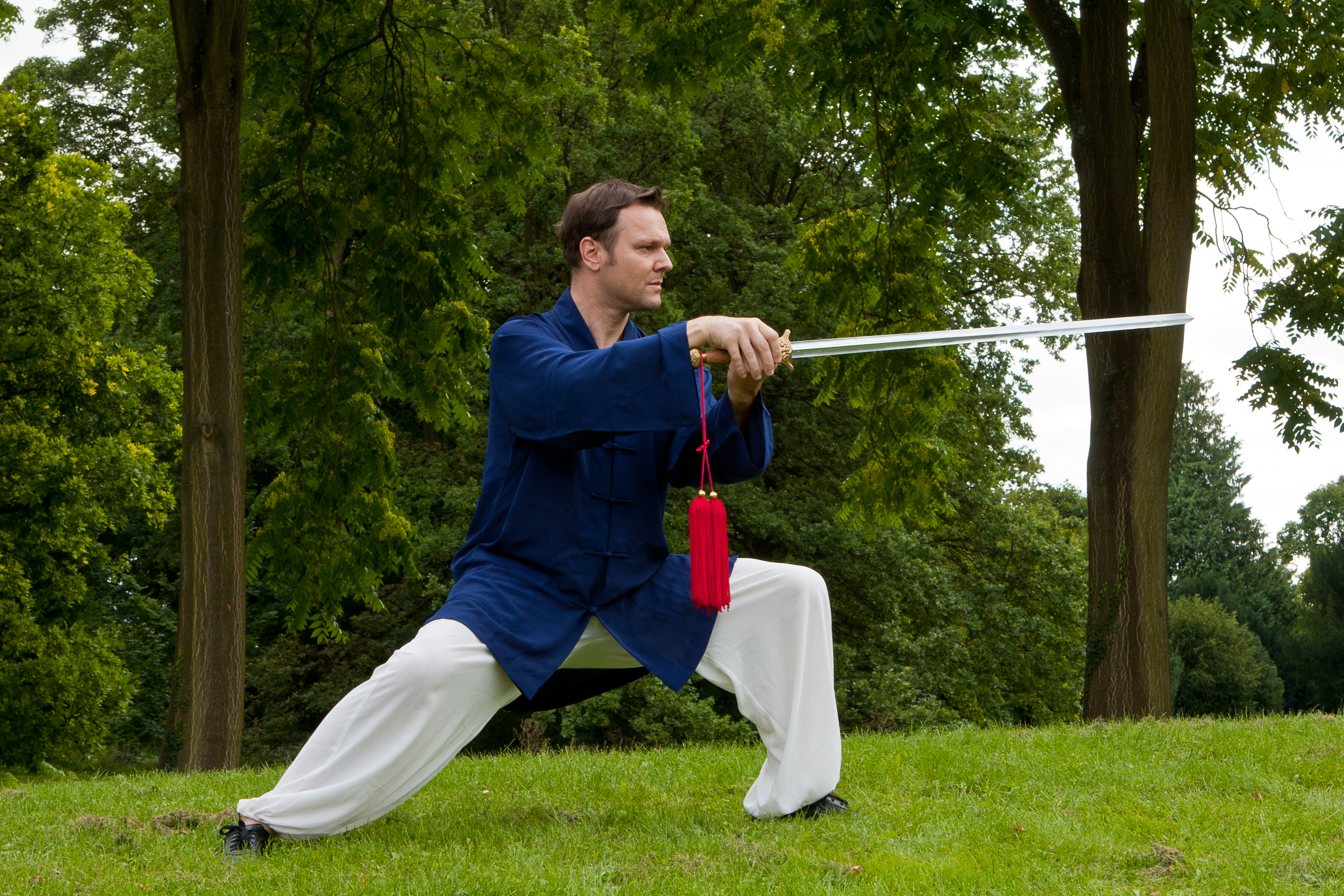
Allgemeine Schwertform  10
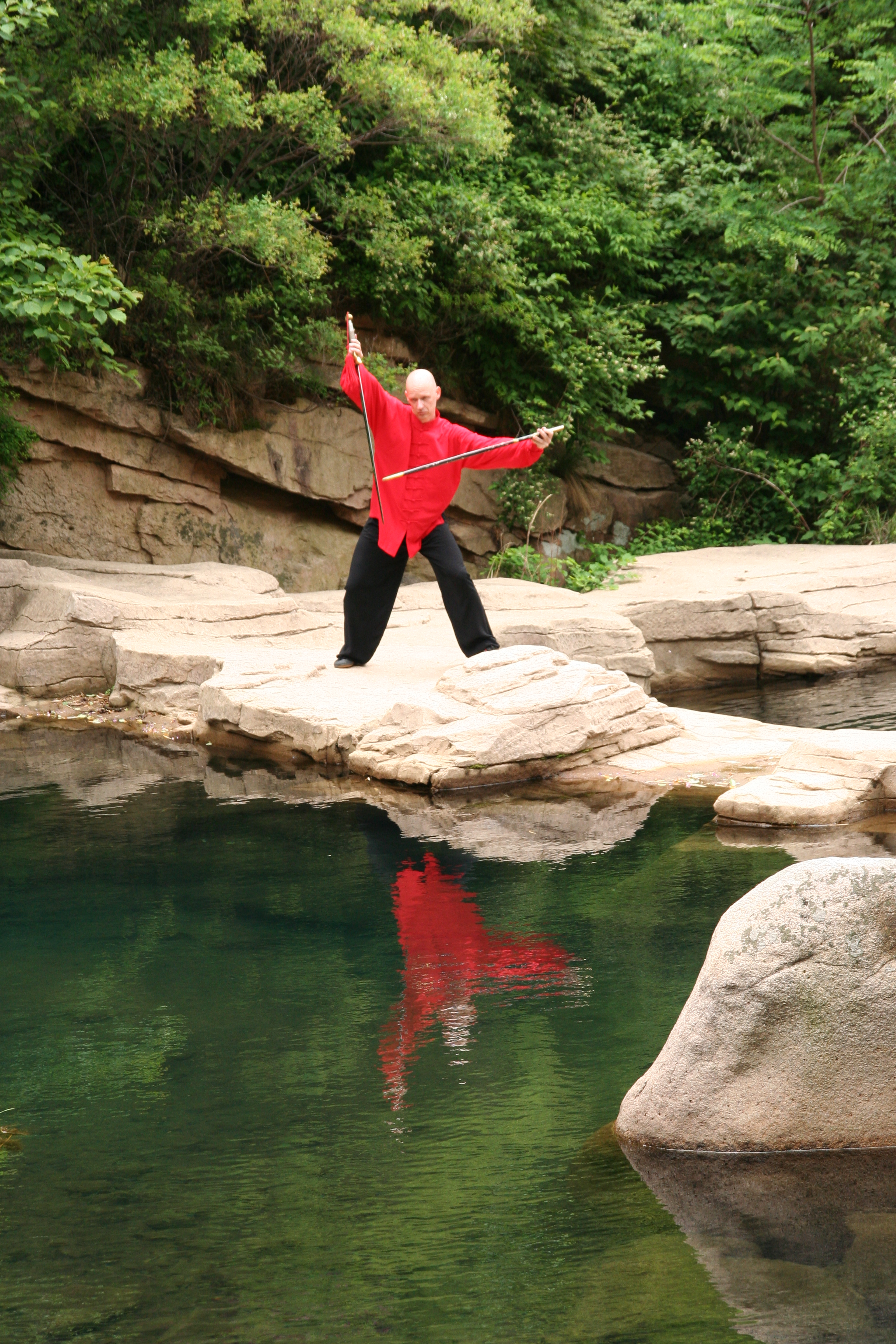
Sonderschwertform  11

Fußnoten

### Kampftraining und Wettkämpfe
Kampftraining, bei dem die Anwendung im Zweikampf geübt wird, wird selten unterrichtet. Wettkämpfe im Taijiquan sind zumeist Formenwettkämpfe, bei denen Punktrichter die Ausführung einer Form bewerten. Bisweilen gibt es auch Veranstaltungen, bei denen Praktizierende im Tuishou gegeneinander antreten können, jedoch wird dabei normalerweise keine Rangliste erstellt. Von sehr wenigen Ausnahmen abgesehen finden Zweikämpfe nicht statt.

## Prinzipien
Das Hauptprinzip des Taijiquan ist die Weichheit – der Übende soll sich natürlich, entspannt, locker und fließend bewegen. Beim Üben des Taijiquan gibt es keine Kraft-, Schnelligkeits- oder Abhärtungsübungen, wie die in vielen Kampfsportarten üblichen Bruchtests. Im Gegenteil wird verlangt, dass die Bewegungen möglichst mit einem Minimum an Kraft ausgeführt werden. Anders als bei vielen Kampfkünsten wird das Taijiquan meistens langsam geübt, um die Techniken möglichst korrekt auszuführen. Einige Taijiquan-Stile oder -formen werden schneller geübt (speziell Waffenformen), beziehungsweise es kommen einzelne sehr schnelle und explosive Bewegungen vor.
Im Kampf versucht der Taijiquan-Kämpfer, am Gegner zu kleben, also immer im Kontakt mit dem Gegner zu bleiben. Anstatt auf bestimmte Angriffe des Gegners mit bestimmten Kontertechniken zu reagieren, soll der Körper spontan und natürlich reagieren und den Angriffen keinen Widerstand entgegensetzen, sondern stattdessen die Kraft des Gegners ausnutzen und gegen ihn selbst wenden.

### Körperspannung, Atmung und Aufmerksamkeit
Beim Üben soll der Körper „entspannt“ sein. Das bedeutet nicht, dass alle Muskeln im Körper schlaff sind (wie etwa im REM-Schlaf), sondern dass nur die für eine bestimmte Bewegung oder Haltung wirklich benötigten Muskeln angespannt werden und die übrigen Muskeln in Ruhestellung (Ruhetonus) sind. Es geht dabei um die Ausprägung der sogenannten Jin-Kraft (劲力 – „Explosivkraft“) , gerichtete Bewegungen, die im Körper gesamtkoordiniert werden und keinen hemmenden Spannungen unterliegen.
Der Atem soll tief sein und locker und natürlich fließen. Durch die angestrebte Bauchatmung ist die Atemfrequenz deutlich niedriger, als in der normalerweise verwendeten Brustatmung. Während Anfänger meistens erst lernen müssen, den Atem frei fließen zu lassen oder ihn an die Bewegungen anzupassen, passt sich der Atemrhythmus bei Fortgeschrittenen natürlicherweise an die Bewegung an. Allerdings gehen verschiedene Taijiquan-Stile mit dem Atem unterschiedlich um, so dass hier keine verallgemeinernden Aussagen zu treffen sind.
Die Bewegungen im Taijiquan sollen bewusst und aufmerksam ausgeführt werden. Dabei wird jedoch nicht eine ausschließliche Konzentration auf die Vorgänge im Körper des Übenden gefordert, sondern sie soll sich gleichmäßig zwischen der Wahrnehmung der eigenen Bewegungen und der Umwelt aufteilen.

### Die 10 Grundregeln
Die folgenden „zehn Grundprinzipien“ von Yang Chengfu fassen die angestrebte Körper- und Geisteshaltung eines Übenden zusammen. In den verschiedenen Stilen gibt es darüber hinaus eine Vielzahl von weiteren Prinzipien.
1. Den Kopf entspannt aufrichten
2. Die Brust zurückhalten und den Rücken gerade dehnen
3. Das Kreuz / die Taille locker lassen
4. Die Leere und die Fülle auseinanderhalten (das Gewicht richtig verteilen)
5. Die Schultern und die Ellenbogen hängen lassen
6. Das Yì (意 – „Absicht, Intention“) und nicht die Gewaltkraft Lì (力 – „Muskelkraft“) anwenden
7. Die Koordination von Oben und Unten
8. Die Harmonie zwischen Innen und Außen
9. Der ununterbrochene Fluss (die Bewegungen sollen fließen)
10. In der Bewegung ruhig bleiben

### Qi (Ch’i)
Wegen seiner engen Verbindung zum philosophischen Daoismus kommt im Taijiquan wie in allen inneren Kampfkünsten dem Konzept des Qì (W.G. ch’i, jap. ki, kor. ki bzw. gi) eine wichtige Bedeutung zu. Bei den Bewegungen „soll das Qi fließen können“, indem die Muskeln und Gelenke möglichst entspannt werden und die Bewegungen locker und fließend ausgeführt werden. Durch das Üben „soll sich das Qi im Körper mehren“ und der Übende soll in zunehmendem Maße in der Lage sein, das Qi wahrzunehmen und schließlich zu kontrollieren. Von vielen Praktizierenden wird die dabei auftretende Empfindung als eine Art Energiefluss beschrieben, den man im Körper zirkulieren lassen und gezielt an bestimmte Körperstellen senden kann. Dies soll einerseits der Gesunderhaltung und Körperkontrolle dienen und andererseits im Kampf anwendbar sein.
Im Westen wird bisweilen über die Natur des Qi diskutiert, ob es sich dabei um eine Art feinstoffliche Energie handelt, oder ob es sich vor allem um ein hilfreiches Konzept handelt, das dabei hilft, die für das Taijiquan erforderliche Bewegungsart und biomechanische Effizienz zu entwickeln. Für die Anwendung des Begriffes im Taijiquan ist es unerheblich, woran der Praktizierende dabei glaubt.

## Traditionelle chinesische Medizin und gesundheitlicher Nutzen
In der traditionellen chinesischen Medizin spielen Bewegungsübungen eine zentrale Rolle, die zum Ziel haben, das Qi zu mehren und den Körper und die Meridiane für das Qi durchlässig zu machen. Dazu zählen die verschiedenen Systeme des Qigong, aber eben auch das Taijiquan und die anderen inneren Kampfkünste. Die Übungen werden dabei vor allem vorbeugend zur allgemeinen geistigen und körperlichen Gesunderhaltung des Menschen eingesetzt und weniger zur Behandlung bestimmter Krankheiten oder Beschwerden. Jedoch werden die positiven Auswirkungen der Übungen auf die Gesundheit als wesentlich umfassender angenommen als etwa in der westlichen Medizin die Auswirkungen von sportlicher Betätigung.
Klinische Untersuchungen der westlichen Medizin haben gezeigt, dass regelmäßiges Praktizieren von Taijiquan diverse positive Auswirkungen auf verschiedene Aspekte der physischen und psychischen Gesundheit hat, wie beispielsweise auf das Herz-Kreislauf-System, das Immunsystem, das Schmerzempfinden, das Gleichgewicht, und allgemein auf die Körperkontrolle, Beweglichkeit und Kraft.

## Legenden und Geschichte
Die Angaben zur Entwicklungsgeschichte des Taijiquan sind teils sehr widersprüchlich. Die meisten der heute Taijiquan Praktizierenden berufen sich auf Vorläufer oder Wurzeln aus dem 15. Jahrhundert oder früher. Des Weiteren sollen die Wurzeln oder Vorläufer nur innerhalb eines engen Personenkreises weitergegeben worden sein, etwa in einem Kloster oder in einer Familie; damit wird begründet, dass das Taijiquan sich der offiziellen Geschichtsschreibung entzieht.

### Zhang Sanfeng, die Wudang-Berge und Verbindungen zum Daoismus

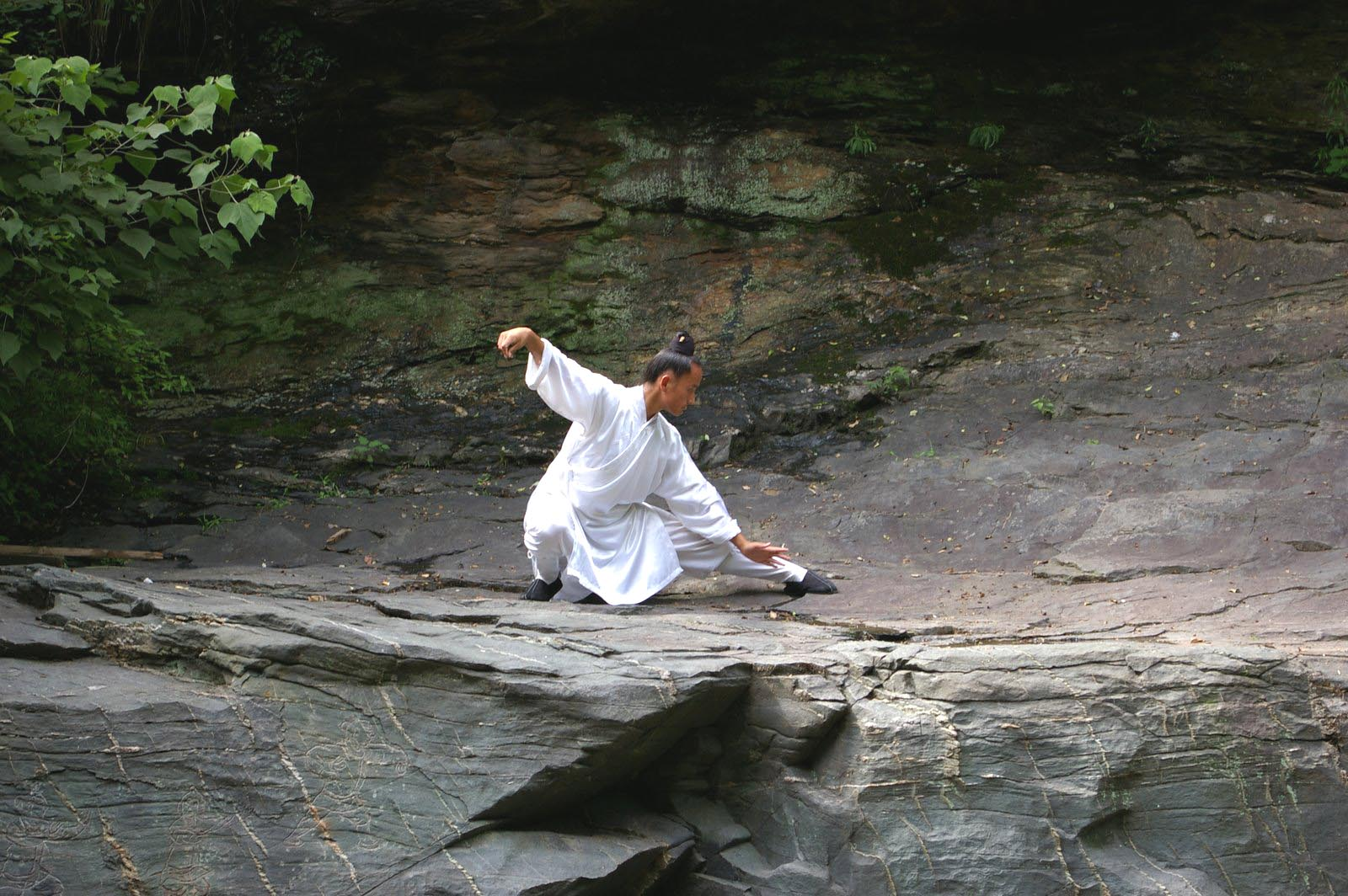
Wudang-Taijiquan – Junger daoistischer Mönch, Wudang 2007

Innerhalb der chinesischen Kampfkünste wird Taijiquan zu den inneren Kampfkünsten gerechnet und in Verbindung mit Prinzipien des Daoismus gebracht. Als legendärer Begründer der inneren Kampfkünste und damit auch des Taijiquan wird üblicherweise der daoistische Mönch und Unsterbliche Zhang Sanfeng betrachtet, der zwischen dem 10. und 14. Jahrhundert gelebt haben soll, dessen historische Existenz allerdings nicht belegt ist. Der Legende nach entdeckte er die Prinzipien der inneren Kampfkünste in den Wudang-Bergen, nachdem er den Kampf zwischen einer Schlange und einem weißen Kranich beobachtet hatte.
Der historischen Forschung sind aus der Zeit, in der die Legende über Zhang Sanfeng zum ersten Mal aufgeschrieben wurde, keine Dokumente bekannt, die eine Verbindung zwischen Zhang Sanfeng und den Kampfkünsten nahelegen oder ihn gar als Erfinder einer eigenen Kampfkunst benennen. Manche der Texte der sogenannten „Klassiker“ des Taijiquan legen eine solche Verbindung nahe. Unsicher ist jedoch, wann diese Texte entstanden sind und ob die Verbindungen nicht erst später hinzugefügt wurden. Dies könnte geschehen sein, um einerseits den Texten mehr Gewicht zu geben, andererseits, um der konfuzianischen Tugend der Bescheidenheit zu genügen, oder sogar nur, um die Verbindungen zu den Wudang-Bergen zu bekräftigen.
Sehr selten berufen sich Anhänger des Taijiquan auf noch ältere Wurzeln des Taijiquan, die bis auf die Liang-Dynastie (502–557) zurückgehen sollen.
Obwohl die Aussage historisch umstritten ist, berufen sich die heute lebenden daoistischen Mönche und Kampfkünstler der Wudang-Berge darauf, dass die inneren Kampfkünste (und damit auch das Taijiquan) seit Zhang Sanfeng in den daoistischen Klöstern der Wudang-Berge weitergegeben, entwickelt und tradiert wurden. Bis zur jüngeren Zeit wären sie jedoch nur selten an Außenstehende weitergegeben worden. So soll im 17. Jahrhundert der reisende Wudang-Mönch Wang Zongyue (王宗岳)  seine Kampfkunst im Dorf Chenjiagou gelehrt haben, weil er darum gebeten wurde, und so den Anstoß zur Gründung des Chen-Stils (siehe unten) gegeben haben.
Der in den Wudang-Bergen als Teil der inneren Kampfkünste praktizierte und mittlerweile auch einer breiteren Öffentlichkeit gelehrte Stil des Taijiquan unterscheidet sich deutlich von diesen Stilen und wird bisweilen als Wudang-Stil des Taijiquan bezeichnet, der nicht mit dem Mitte des 20. Jahrhunderts von Cheng Tin-hung in Hongkong entwickelten Wudang Tai Chi Chuan zu verwechseln ist.

### Entstehung der6 Familienstile
Verlässlich lässt sich die Geschichte des Taijiquan bis etwa zur Mitte des 16. Jahrhunderts zurückverfolgen. Damals schrieb General Qi Jiguang (1528–1588) das Buch Jixiao Xinshu (纪效新书) . In diesem Buch beschreibt er einen von ihm neu entwickelten Kampfkunststil, dessen Techniken er aus den seiner Meinung nach besten Kampfkünsten zusammenstellte.
Obwohl darin kein Taijiquan erwähnt wurde, beschreibt das Buch dennoch zahlreiche Techniken, die heute noch im Chen-Stil des Taijiquan zu finden sind. Deswegen sehen einige Historiker im Taijiquan einen direkten Nachfolger von Qi Jiguangs Stil.
Mitte des 17. Jahrhunderts tauchte im Dorf Chenjiagou ein Boxstil auf, der heute als der Chen-Stil des Taijiquan bekannt ist. Der Überlieferung der Familie Chen zufolge wurde der Stil von General Chén Wángtíng (1600–1680) aus seinen bestehenden Kenntnissen der Kampfkünste entwickelt. Wie weit Chen seinen Stil auf dem Stil von Qi Juguang aufbaute, und ob der Wudang-Mönch Wáng Zōngyuè eine Rolle bei der Schaffung des Stils gespielt hat, beziehungsweise ob es ihn überhaupt gegeben hat, ist historisch nicht klar belegt.
Fest steht, dass der Stil seit dieser Zeit zunächst als Familiengeheimnis der Familie Chen weiterentwickelt und tradiert wurde. Das Taijiquan der Chen-Familie wurde in der ersten Hälfte des 19. Jahrhunderts erstmals an einen Außenstehenden weitergegeben. Chen Changxing (1771–1853) akzeptierte Yang Luchan (1799–1872) als Schüler im inneren Kreis der Familie. Yang Luchan entwickelte das Gelernte weiter und wurde zum Begründer des Yang-Stils. Er und sein Sohn Yang Banhou unterrichteten Wu Quanyou, dessen Sohn Wu Jianquan schließlich den Wu-Stil („Neuen Wu-Stil“) begründete. Etwas später unterrichtete Chen Qingping (陈清苹, 1795–1868)  ebenfalls außerhalb der Familie sein Schüler Wu Yuxiang (武禹襄, 1812–1880) , den Begründer des Wu-Hao-Stils („Alter Wu-Stil“).
So wurde in der zweiten Hälfte des 19. Jahrhunderts die Grundlage für die sogenannten sechs Familienstile gelegt, die jeweils innerhalb einer Familie weiterentwickelt und gepflegt wurden. Der Meister gab seinen Stil vollständig nur an seine Söhne weiter, so dass das Oberhaupt eines Taijiquan-Stiles gleichzeitig das Familienoberhaupt war. Zwischen den verschiedenen Familien gab es besonders zur Gründungszeit intensiven Austausch. Die sechs Familienstile sind:
- Chen-Stil In den Formen (Tàolù) und Schulen des Chen-Stils werden die Traditionslinien „kleine Stellung – eine enge kompakte Körperhaltung“ (小架,  Xiǎojià)[25][26] nach Chén Yǒuběn (1780–1858)[27] und „große Stellung – eine weite ausladende Körperhaltung“ (大架,  Dàjià) nach Chén Chángxīng (1771–1853)[28] unterschieden. Hinzu kommt seit etwa 1976 in der „großen Stellung“ (Dajia) die Unterscheidung von „alte Stellung – altüberlieferte Körperhaltung“ (老架,  Lǎojià) nach Chén Zhàopī (1893–1972)[29] und „neue Stellung – eine neue Körperhaltung“ (新架,  Xīnjià) nach Chén Fākē (1887–1957)[28] und Chén Zhàokuí (1928–1981).[30][31][32]
- Yang-Stil nach Yáng Lòuchán; in der „großen Stellung“ (Dajia) nach Yáng Chéngfǔ (1883–1936), dem Enkel des Stil-Begründers oder in der „kleinen Stellung“ (Xiaojia) nach Yáng Bānhóu (1837–1892), dem zweiten Sohn des Stil-Begründers
- Wu-Hao-Stil nach Wǔ Yǔxiāng (1812–1880), auch „Alter Wu-Stil“ genannt
- Wu-Stil nach Wú Quányòu (1834–1902) und seinem Sohn Wu Jianquan (1870–1942), auch „Neuer Wu-Stil“ genannt
- Sun-Stil nach Sūn Lùtáng (1861–1933)
- He-Stil nach Hé Zhàoyuán (1810–1890)

Zu beachten ist, dass aufgrund der Homophonie im Chinesischen, das „Wu“ (武)  in „Wu Yuxiang“ (武禹襄) ein anderes „Wu“-Schriftzeichen (吴) ist als in „Wu Jianquan“ (吴鉴泉)  – es handelt sich also um verschiedene Familiennamen. Manchmal wird zur Unterscheidung der beiden verschiedenen Wu-Stile auch vom „Alten Wu-Stil“ nach Wǔ Yǔxiāng und „Neuen Wu-Stil“ nach Wu Jianquan gesprochen. Da das Taijiquan mittlerweile nicht mehr nur im Kreis der Familie weitergegeben wird, kann man heute nicht mehr aus dem Namen eines Meisters auf seinen Stil zurückschließen.

### Taijiquan in der Volksrepublik China

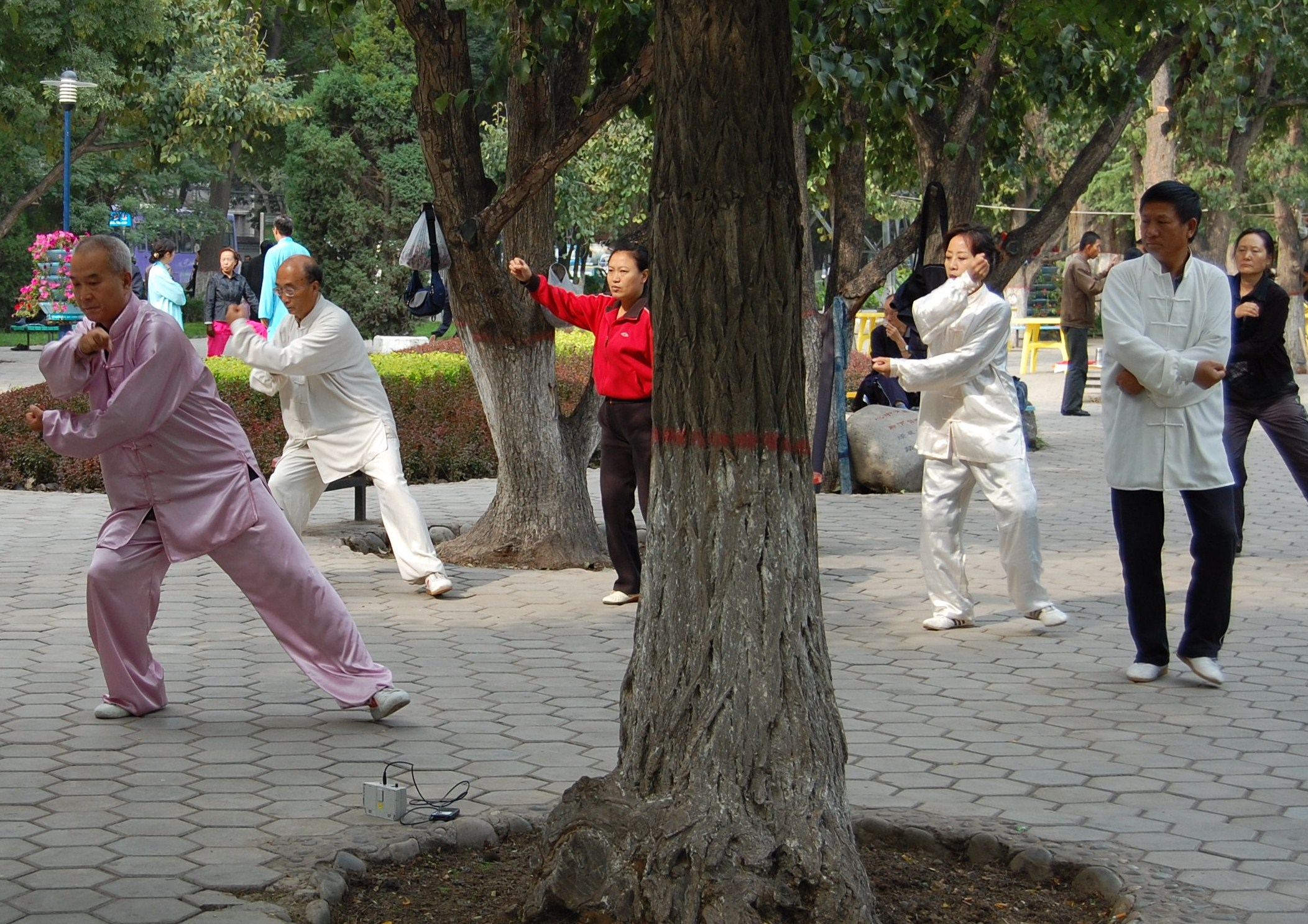
Taijiquan – Volkssport im Park von Lanzhou, 2009

In der Volksrepublik China wurden im Jahre 1956 von offizieller Seite her die verschiedenen chinesischen Kampfkünste im „modernen Wushu“ zusammengefasst, darunter auch das Taijiquan. Dazu wurde die auf dem Yang-Stil beruhende Pekingform mit 24 Bildern eingeführt und zum „offiziellen“ Taijiquan erhoben, das in Wettkämpfen verwendet werden durfte. Die traditionellen Formen wurden unterdrückt und konnten nur im privaten Kreis weiterverbreitet werden.
Aufbauend auf der Pekingform wurde 1976 eine Form mit 48 Bildern entwickelt, in die auch Elemente anderer Stile eingebunden sind. 1989 entstand die Form mit 42 Bildern als eine neuere Wettkampfform. Sie enthält deutlich erkennbar Elemente verschiedener Stile. Im gleichen Jahr wurde eine Wettkampfform im Yang-Stil mit 40 Bildern vorgestellt. Seit 1999 gibt es im Yang-Stil außerdem noch eine Form mit 16 und eine mit 10 Bildern.
Seit der zunehmenden Öffnung Chinas können auch die traditionellen Formen wieder in der Öffentlichkeit unterrichtet werden.
Im Jahre 1990 wurde in China die International Wushu Federation, Abk.: IWUF (国际武术联合会)  gegründet, die die verschiedenen Wushu-Verbände auf der Welt unter ihrem Dach zusammenfasst und die jährlich Wushu-Weltmeisterschaft ausrichtet, bei der die standardisierten Taijiquan- und Taijijian-(Schwert-)Formen verwendet werden. Seit 2006 richtet sie darüber hinaus eine Weltmeisterschaft im traditionellen Wushu aus, bei der traditionelle Taijiquanformen ausgeführt werden können.
Taijiquan wurde 2006 als nationales immaterielles Kulturerbe anerkannt und 2020 in die UNESCO-Liste des immateriellen Kulturerbes der Menschheit aufgenommen.

### Verbreitung außerhalb Chinas

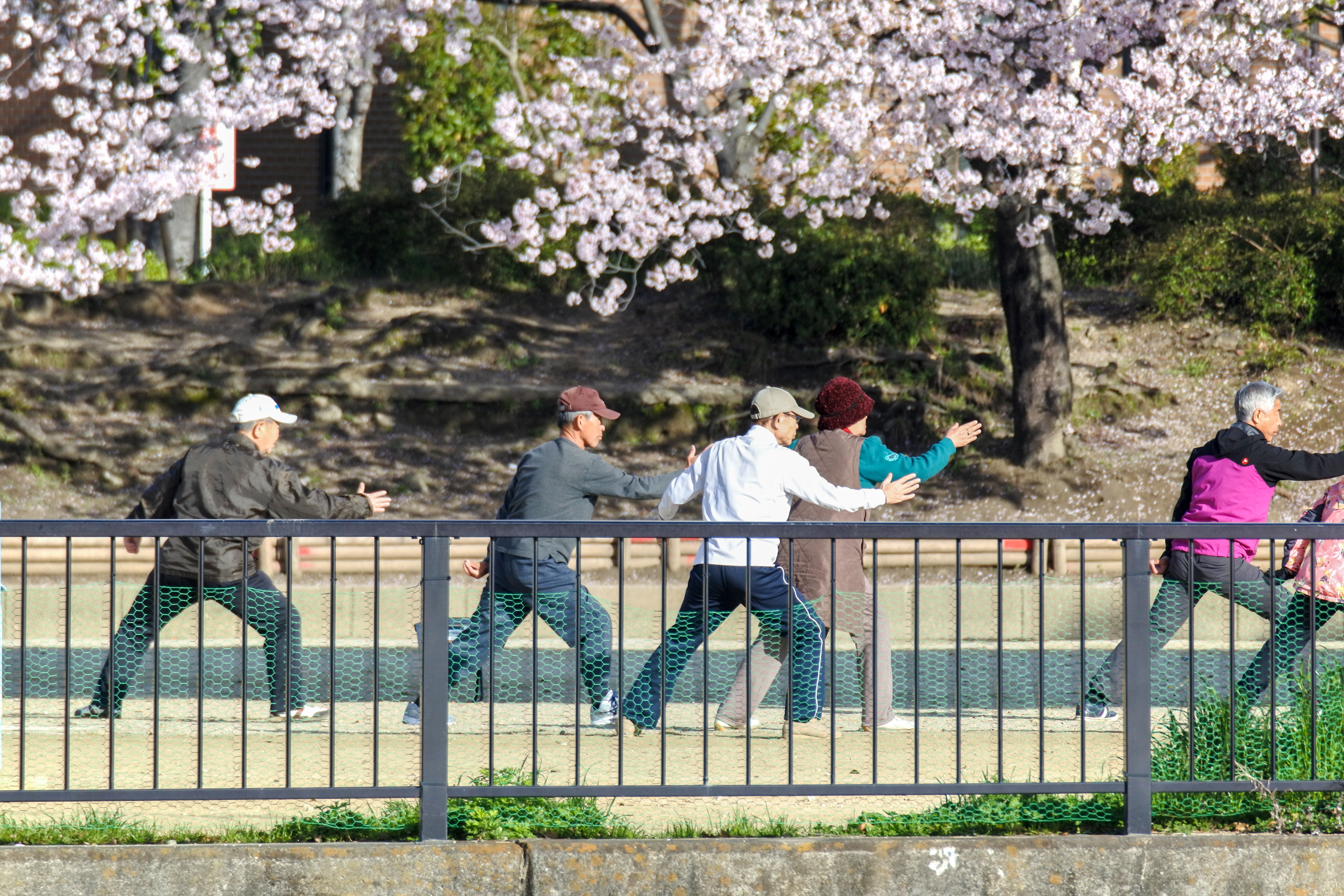
Taijiquan – unter Kirschblüten, Parkanlage in Osaka 2016

Im Rahmen der Machtübernahme der Kommunisten in China Mitte des 20. Jahrhunderts und der damit verbundenen Unterdrückung der traditionellen Künste, insbesondere in der Kulturrevolution, sind viele der Taijiquan-Meister aus China geflohen und haben begonnen, ihre Kampfkunst außerhalb von China zu verbreiten.
In der Folge wurde das Taijiquan in den 1960er Jahren auch im Westen bekannt. Dabei tat sich Zhèng Mànqīng (1899–1974) hervor. Er war von 1928 bis 1935 ein Schüler des Yang-Stil-Meisters Yang Chengfu und entwickelte eine stark verkürzte Form in 37 Bildern. 1949 floh er nach Taiwan und ließ sich 1964 in New York nieder, wo er seine Form zu unterrichten begann. Vermutlich ist es der Einfachheit der Kurzform und der Offenheit von Zheng Manqing zu verdanken, dass sich seine Form im gesamten Westen verbreitete. Dabei ist sowohl Zheng Manqing als auch seine Form nicht unumstritten und seine Form wird von anderen Vertretern des Yang-Stils nicht anerkannt. In Taiwan ist der Stil des Yangjia Michuan Taijiquan (杨家秘传太极拳)  sehr populär, das auf Yang Jiannhou (杨健侯, 1839–1917) , einen der Söhne Yang Luchans, zurückgeht. Verbreitet wurde es durch Wang Yannian (王延年, 1914–2008) , der ebenfalls 1949 von China nach Taiwan floh.
Seitdem sich das Taijiquan zunehmender Beliebtheit erfreut und weiter verbreitet, ist eine sehr große Diversität von Stilen zu beobachten. Es haben sich unzählige Weiterentwicklungen, Abkömmlinge und Mischungen entwickelt, die unter der Bezeichnung „Taijiquan“ gelehrt und praktiziert werden.
Dabei herrschen zwei Tendenzen vor:
- Zurück zu den Wurzeln: Einige Stile berufen sich auf möglichst alte, „authentische“ Wurzeln. Diese Stile tragen meistens den Namen eines der Familienstile oder noch älterer Stile.
- Das Beste von allem: Andere Stile sind Neuentwicklungen, die die „besten“ Eigenschaften der anderen Stile kombinieren sollen. Dabei werden gerne Elemente aus anderen Kampfkünsten, aus dem Tanz oder von Meditationstechniken übernommen (Eklektizismus).

Die meisten in Deutschland praktizierten Taijiquan-Stile sind Varianten der offiziellen Formen oder Abkömmlinge des Chen-, Yang- oder Wu-Familienstils. Seit einiger Zeit findet auch das Taijiquan der Wudang-Tradition in Deutschland Verbreitung.
Im März 2012 urteilte das deutsche Sozialgericht in Mainz, dass selbständige Lehrer für Taijiquan und Kung Fu keine freischaffenden Künstler und deswegen rentenversicherungspflichtig sind.